# Fagundes de Menezes
João Fagundes de Menezes (Macau-RN, 28 de janeiro de 1918 – Rio de Janeiro-RJ, 8 de fevereiro de 2000) foi um contista, poeta, jornalista e advogado brasileiro.
Como escritor, Fagundes de Menezes distingue-se, principalmente, como contista, sendo considerado dos melhores que o Rio Grande do Norte já produziu.
Apesar de ter deixado o Rio Grande do Norte ainda muito novo, a terra potiguar está fortemente presente em sua obra, sendo que o tema central dos seus contos, em sua maioria, é o mar. Mesmo morando no Rio de Janeiro, veio, por diversas vezes, prestigiar a vida literária do Rio Grande do Norte, tendo dois de seus livros editados em Natal.

## Influências Literárias
Ainda jovem, descobriu a Literatura através da leitura de obras como a enciclopédia Tesouro da Juventude, de O Gênio do Cristianismo de François-René de Chateaubriand, dos livros de Monteiro Lobato, da obra de Júlio Verne, e da poesia de Gonçalves Dias, Castro Alves, Casimiro de Abreu e Álvares de Azevedo.
Grande admirador de Graciliano Ramos, de José Lins do Rego e Jorge Amado, Fagundes de Menezes tem afinidades com estes romancistas, sendo considerado como um herdeiro do Regionalismo Nordestino no Rio Grande do Norte.

## Biografia
Filho de José Felipe de Menezes Sobrinho e Maria da Conceição Fagundes de Menezes, Fagundes de Menezes passou a infância em Macau-RN, onde cursou o Primário. Mudou para o Recife onde fez os cursos ginasial e pré-jurídico. No Recife fez os três primeiros anos da Faculdade de Direito, transferindo-se depois para o Rio de Janeiro onde se bacharelou em Ciências Jurídicas e Sociais na então Faculdade Nacional de Direito (hoje Faculdade de Direito da Universidade Federal do Rio de janeiro) em 1946.
Voltou novamente para o Recife, passando a ensinar em colégios, a exercer o jornalismo e a advocacia. Casou em 1º de dezembro de 1947 e teve um filho, Jenner, e três filhas, Ana Cristina, Eleonora e Isadora, que lhe deram dez netos. Em 1950 foi morar, em definitivo, no Rio de janeiro.

## Jornalismo
Iniciou no jornalismo aos 16 anos, ainda ginasiano, no jornal natalense O Debate, sendo ainda colaborador de A República e do Diário de Natal. Apesar de ter saído de Macau ainda menino, voltava sempre nas férias, tendo fundado e dirigido (juntamente com Djalma Maranhão, Eliseu Lima e seu irmão Joaquim Fagundes de Menezes) dois jornais nesta cidade: A Gazeta e Expressão, sendo que este último teve sua circulação proibida pela Polícia do Estado Novo.
No Recife dirigiu o Correio do Povo e colaborou em vários outros jornais recifenses: Diário da Manhã, Diário de Pernambuco e Jornal do Commercio.
No Rio de Janeiro foi secretário de redação do Diário de Notícias e do Jornal do Brasil; repórter e cronista parlamentar da Folha de S.Paulo (Rio ainda capital do Brasil); redator, repórter especial e chefe da redação da edição fluminense da Última Hora; redator de O Globo; secretário de redação e chefe da seção de cinema da Agência Nacional e diretor da Rádio Nacional, no governo João Goulart. Colaborou ainda nos seguintes órgãos da imprensa carioca: Correio da Manhã, Jornal do Commercio, revista O Cruzeiro, revista Manchete e Revista do Livro (órgão do Instituto Nacional do Livro, onde foi Secretário-Geral da campanha nacional do Livro).
Parte da atuação jornalística de Fagundes de Menezes encontra-se no seu livro Território Livre, de 1975.

## Obras
- Nietzsche e a Mística do Super-Homem (Ensaio) – Caderno Acadêmico, Rio de janeiro - 1942.
- O Vale dos Cataventos (Contos) – Editora Antunes - 1960.
- Os Enteados de Deus (Novela e contos) – Editora Livraria Gol Ltda – 1969.
- O Vagonauta (Poesia) – Editora Rio de Janeiro – 1969.
- Território Livre (Crônicas, artigos e reportagens) - Editora Livraria São José - 1975.
- Cárcere das Águas (Contos) – Editora Cátedra - 1983.
- A Dissipação da Aurora (Crônicas) – Editora Presença – 1984.
- Dois Discursos em Natal – Editora Fundação José Augusto – 1984.
- Aurora Trucidada (Poesia) – Editora Clima – 1985.
- As Árvores Cantantes (Conto de literatura infantil) – Editora Arco-da-Velha – 1987.
- Memórias do Longo Caminhar (Poema) – Editora Clima – 1990.
- Jornalismo e Literatura – Editora Razão Cultural – 1997.
- Cânticos de Amor Inesperado (Poesia) – Editora Razão Cultural – 1998.